# Sloboda, Ovruci
Sloboda (în ucraineană Слобода) este localitatea de reședință a comunei Sloboda din raionul Ovruci, regiunea Jîtomîr, Ucraina.

## Demografie
Componența lingvistică a localității Sloboda
     Ucraineană (99,47%)
     Alte limbi (0,53%)
Conform recensământului din 2001, majoritatea populației localității Sloboda era vorbitoare de ucraineană (99,47%), existând în minoritate și vorbitori de alte limbi.